# آتش‌فشان‌خیزی بر بهرام

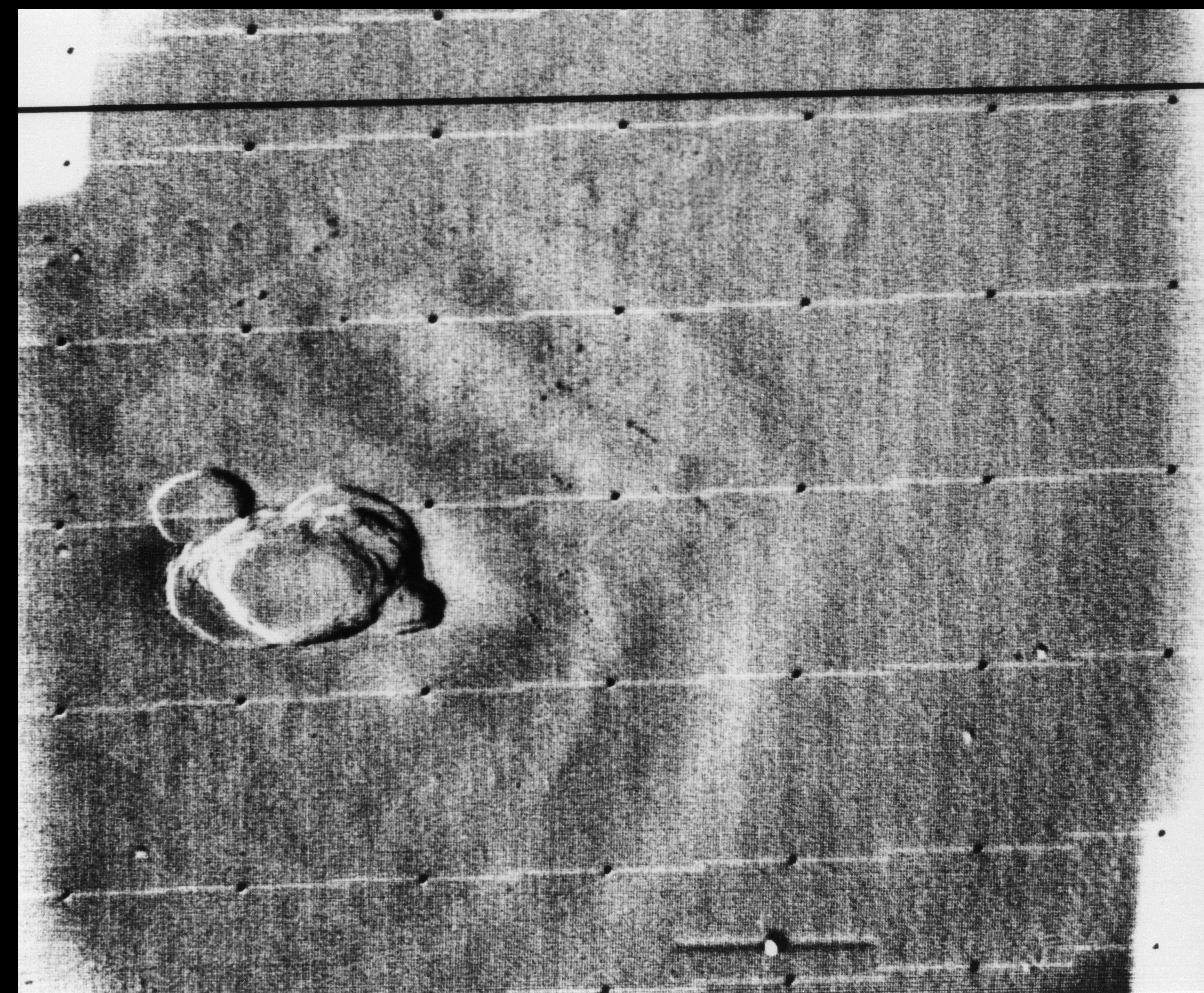
تصویر مارینر ۹ از کوه آسکرئوس. این یکی از نخستین تصویرها است که نشان می‌دهد بهرام آتش‌فشان‌های بزرگ دارد.

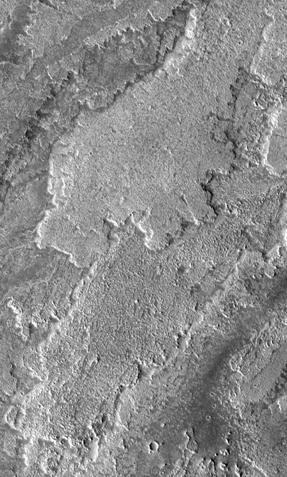
تصویر THEMIS از شارش‌های گدازه. به شکل لاپه‌ای لبه‌ها توجه کنید.

فعالیت آتش‌فشانی، آتش‌فشان‌مندی، یا آتش‌فشان‌خیزی، نقش بسزایی در فرگشت زمین‌شناختی بهرام داشته است. دانشمندان از ماموریت مارینر ۹ در ۱۹۷۲ دانسته‌اند که ویژگی‌های آتش‌فشانی پاره‌های بزرگی از رویهٔ بهرام را می‌پوشاند. این ویژگی‌ها شامل جریان‌های گدازه گسترده، دشت‌های گدازه پهناور و بزرگترین آتش‌فشان‌های شناخته‌شده در سامانه خورشیدی است.